# Дружба (Казань)
Дружба (тат. Дуслык, Duslıq, тат. Дружба, Drujba) — посёлок в Ново-Савиновском районе Казани.

## География
Посёлок расположен в северной части района. Севернее находятся гаражно-строительные кооперативы и речка Савиновка, южнее и восточнее — кварталы № 17, 18, западнее — кварталы № 19, 20.

## История
История посёлка началась в 1957 году, когда земли восточнее посёлка Воровского были отведены различным предприятиям Ленинского района (стройтрест № 14, фабрика № 8, предприятие п/я 296 и другие) под малоэтажную застройку. В первые годы существования являлся частью посёлка Воровского; название «Дружба» стало употребляться с 1960-х годов.
С момента возникновения входил в состав Ленинского района Казани; после разделения Ленинского района на Авиастроительный и Ново-Савиновский в 1994 году вошёл в состав последнего.

## Улицы
Названия были присвоены улицам посёлка решением Ленинского райсовета № 934 от 17 июня 1957 года, которое было утверждено решением Казгорсовета № 445 от 4 июля того же года; небольшая их часть впоследствии была переименована повторно.
- Билярская (тат. Биләр урамы, Bilär uramı, названа 4 июля 1957 года). Названа по селу Биляр, на момент названия — райцентр в Татарской АССР.[8] Начинаясь от улицы Голубятникова, заканчивается у ГСК «Лада». Длина — 0,29 км[9].
- Жилищная (тат. Торак урам, Toraq uram, названа 4 июля 1957 года). Начинаясь от улицы Голубятникова, заканчивается пересечением с улицей Гагарина. Длина — 0,36 км[10].
- Звениговская (тат. Звенигово урамы, Zvenigovo uramı, названа 4 июля 1957 года). Начинаясь от улицы Голубятникова, заканчивается у котельной «Савиново». Длина — 0,31 км[11].
- Измайловская (тат. Измайлово урамы, İzmaylovo uramı, названа 4 июля 1957 года, в тексте решения исполкома Ленинского райсовета — Измаильская). Начинаясь от улицы Голубятникова, заканчивается у котельной «Савиново». Длина — 0,31 км[12].
- Ключищенская (тат. Келүчишче урамы, Kelüçişçe uramı, названа 4 июля 1957 года). Начинаясь от улицы Голубятникова, заканчивается у ГСК «Лада». Длина — 0,24 км[13].
- Комбинатская (тат. Комбинат урамы, Kombinat uramı, названа 4 июля 1957 года). Начинаясь от улицы Голубятникова, заканчивается пересечением с улицей Гагарина. Длина — 0,36 км[14].
- Краснодарская (тат. Краснодар урамы, Krasnodar uramı, названа 4 июля 1957 года). Начинаясь от улицы Голубятникова, заканчивается пересечением с улицей Гагарина. Длина — 0,29 км[15].
- Лениногорская (тат. Лениногорск урамы, Leninogorsk uramı, названа 4 июля 1957 года). Начинаясь от улицы Голубятникова, заканчивается у ГСК «Лада». Длина — 0,28 км[16].
- Монтажная (часть)
- Пермская (тат. Пирем урамы, Pirem uramı, названа 4 июля 1957 года). Начинаясь от Апастовской улицы, заканчивается пересечением с улицей Гагарина. Длина — 0,14 км[17] .
- Полянская (тат. Полянски урамы, Polänski uramı, названа 4 июля 1957 года). Начинаясь от улицы Голубятникова, заканчивается у котельной «Савиново». Длина — 0,29 км[18] .
- Семиозёрская (тат. Җидекүл урамы, Cidekül uramı, названа 4 июля 1957 года). Начинаясь от улицы Голубятникова, заканчивается у ГСК «Лада». Длина — 0,26 км[19].
- Силикатная (тат. Силикат урамы, Silikat uramı, названа 4 июля 1957 года). Начинаясь от улицы Голубятникова, заканчивается пересечением с улицей Гагарина. Длина — 0,35 км[20].
- Совнархозовская (тат. Совнархоз урамы, Sovnarxoz uramı, названа 4 июля 1957 года, в тексте решения исполкома Ленинского райсовета — Благовещенская). Начинаясь от Апастовской улицы, заканчивается пересечением с улицей Гагарина. Длина — 0,14 км[21].
- Транспортная (тат. Транспорт урамы, Transport uramı, названа 4 июля 1957 года). Начинаясь от улицы Голубятникова, заканчивается пересечением с улицей Гагарина. Длина — 0,35 км[22].
- Филиальная (тат. Филиал урамы, Filial uramı, названа 4 июля 1957 года). Начинаясь от Апастовской улицы, заканчивается пересечением с улицей Гагарина. Длина — 0,15 км[23].
- Яранская (тат. Яраң урамы, Yarañ uramı, названа 4 июля 1957 года). Названа в честь города Яранска[8]. Начинаясь от Апастовской улицы, заканчивается пересечением с улицей Гагарина. Длина — 0,36 км[24].
- Ярослава Гашека (часть)

## Транспорт
Ближайшие остановки общественного транспорта («жилой массив Дружба», «Чуйкова», «39-й квартал») находятся на улице Чуйкова.